# تشارلي ووكر (مغني)
تشارلي ووكر (بالإنجليزية: Charlie Walker)‏ هو مغني وكاتب أغاني أمريكي، ولد في 2 نوفمبر 1926، وتوفي في 12 سبتمبر 2008 في هيندرسونفيل في الولايات المتحدة بسبب سرطان القولون.

## وصلات خارجية
- تشارلي ووكر على موقع IMDb (الإنجليزية)
- تشارلي ووكر على موقع ميوزك برينز (الإنجليزية)
- تشارلي ووكر على موقع ديسكوغز (الإنجليزية)
- تشارلي ووكر على موقع قاعدة بيانات الفيلم (الإنجليزية)